# 사카타 다이키
사카타 다이키(일본어: 坂田 大樹, 1994년 9월 11일~)는 일본의 축구 선수이다.

## 구단 경력
그는 2017년 이와키 FC에 입단했다. 2020년부터 일본 풋볼 리그로 승격했다. 2021년 일본 풋볼 리그 우승으로 J3리그로 승격했다. 2023년 J1리그의 아비스파 후쿠오카로 이적했다. 2025년 가시와 레이솔로 이적했다.